# مایک کسیر
مایک کسیر (انگلیسی: Mike Cecere؛ زادهٔ ۴ ژانویهٔ ۱۹۶۸) بازیکن فوتبال اهل بریتانیا است.
از باشگاه‌هایی که در آن بازی کرده‌است می‌توان به باشگاه فوتبال اولدهام اتلتیک، باشگاه فوتبال استوک‌پورت کانتی، باشگاه فوتبال اکستر سیتی، باشگاه فوتبال روچدیل، باشگاه فوتبال هادرزفیلد تاون، و باشگاه فوتبال والسال اشاره کرد.